# أغنى ملوك إفريقيا
أغنى ملوك أفريقيا هو عبارة عن ترتيب سنوي لأغنى الملوك في أفريقيا، هذا الترتيب يتم نشره على مجلة الأعمال الأميركية، فوربس خلال شهر مارس من كل سنة. ويتم تقدير ثروة كل فرد على القائمة، بالدولار الأمريكي، على أساس احتساب أصولهم و قيمة ديونهم. الملوك والحكام المستبدين يتم استثنائهم من هذه القائمة .
في مارس 2014، تصدر الملك محمد السادس ملك المملكة المغربية اللائحة بينما جاء قطب النفط النيجيري الملك فريدريك أوباتري Fredrick Obateru Akinruntan الثاني في القائمة ليتجاوز الملك ألوبيس الثاني King Olubuse II ،بينما جاء في المرتبة الرابعة والخامسة كل من الملك Ooni من إيفي بثروة تقدرب 225 مليون دولار وملياردير سوازيلاند الملك مسواتي الثالث بأكثر من 200 مليون دولار.